# Mondo Naif
Mondo Naif è stata una miniserie a fumetti in tre volumi ideata dai Kappa Boys, edita in Italia nel 1996 da Star Comics e poi una rivista antologica periodica edita da Kappa Edizioni dal 1998 al 2006; è stato anche il nome di una collana di romanzi a fumetti autoconclusivi edita da Kappa Edizioni dal 1997.

## Storia editoriale
In questa prima edizione tutte le storie hanno in comune la città di Bologna, e il finale: tutti al Covo per un concerto dei Tre Allegri Ragazzi Morti (il cui leader, Davide Toffolo è sia musicista sia autore di una delle storie). La rivista si propone come vetrina per nuovi autori italiani e vi collaborano autori come Vanna Vinci, Andrea Accardi, Davide Toffolo, Otto Gabos, Gianmaria Liani, Andrea Baricordi, Massimiliano De Giovanni, Barbara Rossi e Massimo Semerano, quest'ultimo anche in veste di copertinista, e ottiene un buon riscontro tra edicola e libreria, arrivando alle ventimila copie di vendita.
Dopo una pausa di due anni, nel 1998, torna come rivista edita da Kappa Edizioni, pubblicando non solo fumetti ma anche recensioni di libri, interviste ad autori e racconti con nuovi autori come Giuseppe Palumbo, Sara Colaone, Giovanni Mattioli, Keiko Ichiguchi e poi Elettra Gorni, Paolo Bacilieri, Matteo Stefanelli e Laura Scarpa. Sulla rivista conduce una sua rubrica anche Luigi Bernardi, intitolata Parole al vaglio, successivamente raccolta nel volume omonimo.
Nel marzo 2002 incominciano a essere pubblicati anche autori stranieri come Baru, Joann Sfar, David Lopez, Christophe Blain, Frederik Peeters e altri.
Durante la sua pubblicazione, la rivista viene accostata dalle raccolte monografiche dei fumetti su di essa pubblicati, fra cui i serial titolari che apparivano anche nella prima versione: Fregoli, Lambrusco & Cappuccino, Guarda che luna e Gente di notte, a cui si affiancano successivamente anche recuperi da "Dinamite" di Granata Press, come Piera degli spiriti, ma anche titoli completamente nuovi e sequel delle serie storiche.
Da "Mondo Naif" sono stati ricavati inoltre due volumi che includono tutte le storie di Lambrusco & Cappuccino e di Gente di notte, intitolati rispettivamente Tutta colpa di Pupi Avati e Matteo e Enrico: l'integrale, pubblicati nel 2014 da Kappalab.